# François Konter
François „Bitzi“ Konter (* 20. Februar 1934 in Lasauvage; † 29. August 2018) war ein luxemburgischer Fußballspieler. Er spielte von 1950 bis 1971 für Chiers Rodange, RSC Anderlecht, RCC Molenbeek und ARA La Gantoise und von 1955 bis 1969 für die A-Nationalmannschaft. In der Saison 1971/72 übernahm er das Traineramt des Fünftligisten Excelsior SC Virton.

## Karriere

### Vereine
François Konter spielte 1950 das erste Mal in der Ehrendivision, der seinerzeit höchsten Spielklasse im luxemburgischen Fußball für Chiers Rodange. Diesem Verein blieb 'Bitzi' bis 1961 treu, bevor er vom RSC Anderlecht vertraglich gebunden wurde. In fünf Saisonen wurde er lediglich in 18 Punktspielen eingesetzt, eine enttäuschende Erfahrung für den luxemburgischen Nationalverteidiger, der in Belgien hinten anstehen musste. Dennoch gewann er viermal die Meisterschaft und einmal den nationalen Vereinspokal. 1966 nahm ihn RCC Molenbeek unter Vertrag. Ein Jahr später wechselte er zu La Gantoise und beendete nach vier weiteren Jahren 1971 seine Karriere.

### Nationalmannschaft
Für die A-Nationalmannschaft bestritt er von 1955 bis 1969 29 Länderspiele, in denen er torlos blieb. Sein Debüt gab er am 30. September 1956 im Praterstadion gegen die Nationalmannschaft Österreichs, das mit der 0:7-Niederlage erheblich getrübt wurde. Einer der Höhepunkte seiner langen internationalen Karriere war das Spiel vom 10. April 1960 gegen die Nationalmannschaft Frankreichs, das mit 5:3 in der Qualifikationsgruppe 6 für das olympische Fußballturnier in Rom gewonnen wurde. Da Konter im Laufe seiner Karriere auch zahlreiche Länderspiele gegen B-Auswahlen verschiedener Länder bestritten hatte, erhöht sich die Anzahl seiner Länderspiele auf 77, in denen er vier Tore erzielte.

## Erfolge
- Belgischer Meister 1962, 1964, 1965, 1966
- Belgischer Pokal-Sieger 1965